# Етрубъл
Етру̀бъл (на италиански и на френски: Etroubles, на местен диалект: Étroble, Етробъл, от 1929 до 1946 г. Etroble, Етробле) е село и община в Северна Италия, автономен регион Вале д'Аоста. Разположено е на 1270 m надморска височина. Населението на общината е 491 души (към 2010 г.).